# 布龙-马尔洛特
布龙-马尔洛特（法語：Bourron-Marlotte，法語發音：[buʁɔ̃ maʁlɔt] ⓘ）是法国塞纳-马恩省的一个市镇，位于该省西南部，属于枫丹白露区。

## 地理
布龙-马尔洛特（48°20'28"N, 2°42'28"E）面积11.26 平方千米，位于法国法蘭西島大區塞纳-马恩省，该省份为法国北部内陆省份，北起瓦兹省，西接埃松省、马恩河谷省、塞纳-圣但尼省和瓦兹河谷省，南至卢瓦雷省，东南接约讷省，东临马恩省和奥布省，东北接埃纳省。
与布龙-马尔洛特接壤的市镇（或旧市镇、城区）包括：勒克洛斯、枫丹白露、拉热讷夫赖、卢万河畔格雷、卢万河畔蒙蒂尼。
布龙-马尔洛特的时区为UTC+01:00、UTC+02:00（夏令时）。

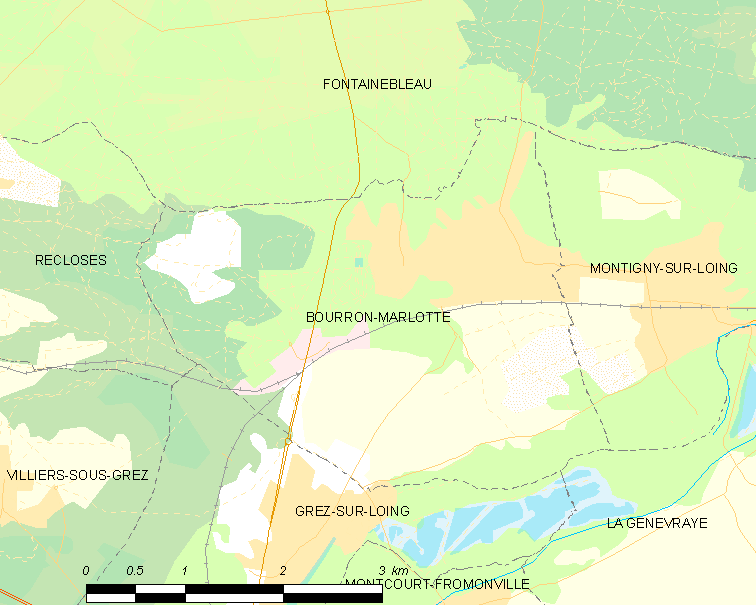
布龙-马尔洛特的OSM定位图

## 行政
布龙-马尔洛特的邮政编码为77780，INSEE市镇编码为77048。

## 政治
布龙-马尔洛特所属的省级选区为枫丹白露县。

## 人口

1962-2008年间布龙-马尔洛特人口变化图示

布龙-马尔洛特于2022年1月1日时的人口数量为2782人。